# سقاخانه کربلائی عباس
سقاخانه کربلائی عباس مربوط به دوره قاجار است و در تهران، خیابان وحدت اسلامی، خیابان البرز واقع شده و این اثر در تاریخ ۳۰ تیر ۱۳۸۴ با شمارهٔ ثبت ۱۲۲۱۵ به‌عنوان یکی از آثار ملی ایران به ثبت رسیده است.